# Mohammed Lawal
Mohammed Lawal (Kaduna, 23 settembre 1939) è un ex calciatore nigeriano.

## Carriera

### Club
Giunto negli Stati Uniti d'America dalla Nigeria, ove giocò nei Stationery Stores, nella stagione 1975 viene ingaggiato dalla franchigia NASL dei Rochester Lancers, con cui non superò la fase a gironi del torneo.

### Nazionale
Con la nazionale olimpica ha partecipato al torneo olimpico disputatosi in Messico nel 1968. Con la sua nazionale, pur non superando la fase a gironi ha ottenuto un pareggio di prestigio contro il Nazionale olimpica di calcio del Brasile.
Con la nazionale maggiore partecipa alle qualificazioni al campionato mondiale di calcio 1970, fallendo l'accesso al massimo torneo calcistico mondiale solo di un punto, sopravanzati di un solo punto nel girone finale dal Marocco. Ha inoltre partecipato alla Coppa delle nazioni africane 1982.

## Statistiche

### Cronologia presenze e reti in nazionale
| Cronologia completa delle presenze e delle reti in nazionale ― Nigeria | Cronologia completa delle presenze e delle reti in nazionale ― Nigeria | Cronologia completa delle presenze e delle reti in nazionale ― Nigeria | Cronologia completa delle presenze e delle reti in nazionale ― Nigeria | Cronologia completa delle presenze e delle reti in nazionale ― Nigeria | Cronologia completa delle presenze e delle reti in nazionale ― Nigeria | Cronologia completa delle presenze e delle reti in nazionale ― Nigeria | Cronologia completa delle presenze e delle reti in nazionale ― Nigeria |
| Data                                                                   | Città                                                                  | In casa                                                                | Risultato                                                              | Ospiti                                                                 | Competizione                                                           | Reti                                                                   | Note                                                                   |
| ---------------------------------------------------------------------- | ---------------------------------------------------------------------- | ---------------------------------------------------------------------- | ---------------------------------------------------------------------- | ---------------------------------------------------------------------- | ---------------------------------------------------------------------- | ---------------------------------------------------------------------- | ---------------------------------------------------------------------- |
| 18-5-1969                                                              | Accra                                                                  | Ghana                                                                  | 1 – 1                                                                  | Nigeria                                                                | Qual. Mondiali 1970                                                    | -                                                                      |                                                                        |
| 13-9-1969                                                              | Ibadan                                                                 | Nigeria                                                                | 2 – 2                                                                  | Sudan                                                                  | Qual. Mondiali 1970                                                    | -                                                                      |                                                                        |
| 21-9-1969                                                              | Casablanca                                                             | Marocco                                                                | 2 – 1                                                                  | Nigeria                                                                | Qual. Mondiali 1970                                                    | -                                                                      |                                                                        |
| 8-11-1969                                                              | Ibadan                                                                 | Nigeria                                                                | 2 – 0                                                                  | Marocco                                                                | Qual. Mondiali 1970                                                    | 1                                                                      | Ammonizione                                                            |
| 12-8-1981                                                              | Oslo                                                                   | Norvegia                                                               | 2 – 2                                                                  | Nigeria                                                                | Amichevole                                                             | -                                                                      |                                                                        |
| 13-3-1982                                                              | Bengasi                                                                | Zambia                                                                 | 3 – 0                                                                  | Nigeria                                                                | Coppa d'Africa 1982 - 1º turno                                         | -                                                                      |                                                                        |
| Totale                                                                 |                                                                        | Presenze                                                               | 6                                                                      |                                                                        | Reti                                                                   | 2                                                                      |                                                                        |